# Rakt upp och ner (album)
Rakt upp och ner är ett samlingsalbum av Tommy Körberg som kom ut år 2007. Den släpptes både i en enkel-CD-version och i en CD- och DVD-version.

## Låtlista

### CD
1. Som en bro över mörka vatten (Bridge over Troubled Water)
2. Fattig bonddräng
3. God Loves Everyone
4. Ravaillac
5. En valsmelodi
6. Stad i ljus
7. Glimmande nymf
8. Nu har jag fått den jag vill ha
9. Nu är det gott att leva
10. Trubbel
11. Han har ihop det med min fru
12. Gamla älskares sång
13. Anthem
14. Here's to Life
15. Both Sides Now

### DVD
1. Som en bro över mörka vatten (Bridge over Troubled Water)
2. Möte med musik
3. Fattig bonddräng
4. God Loves Everyone
5. Ravaillac
6. En valsmelodi
7. Stad i ljus
8. Glimmande nymf
9. Nu har jag fått den jag vill ha
10. Nu är det gott att leva
11. Konsten att vara vacker
12. Nature Boy
13. Han har ihop det med min fru
14. Gamla älskares sång
15. Där jag ville vara
16. Anthem
17. Here's to Life